# Фризе (герб)
Фризе (пол. Fryze) — польский дворянский герб.

## Описание
Щит напол-разделенный; в правой его части напол-пересечённой, в верхнем золотом поле голубая лилия, а в нижнем, серебряном, голова в королевской короне; в левой же части щита, в зелёном поле, великан с копьём в правой руке, обращённым остриём вниз.
В нашлемнике дворянская корона. Герб Фризе внесен в Часть 2 Гербовника дворянских родов Царства Польского, стр. 33.

## Герб используют
Фризе, происходящие от Антона Фризе, Генерального Контролера Королевских Монетных Дворов, которому изображенный герб вместе с потомственным дворянством пожалован за усердную службу Королём Станиславом Августом, в 1768 году.